# Rudolf Schick (Architekt)
Rudolf Schick (* 20. April 1920 in Fulda; † 18. August 2011 ebenda) war ein deutscher selbstständiger Architekt in Fulda.

## Leben

Rudolf Schick 1994

Rudolf Schick war der zweite Sohn des Lehrers und Schulleiters Karl Schick und dessen zweiter Frau, der Lehrerin Martha Schick, geb. Schlotthauer, die einen ersten Sohn mit in die Ehe gebracht hatte. Seine Eltern bekamen weitere vier Kinder. Die Familie lebte in Fulda.
Bis 1930 besuchte er die Volksschule Fulda, wo sein Vater Lehrer war. Das Abitur (Notabitur) machte er 1938 an der Oberrealschule Fulda (ab 1938 Oberschule für Jungen). Nach dem Reichsarbeitsdienst nahm er im Zweiten Weltkrieg als Soldat am Frankreichfeldzug und Russlandfeldzug teil.
Nach dem Krieg begann er 1946 ein Architekturstudium an der TH Darmstadt, heute TU Darmstadt, mit Abschluss als Diplom-Ingenieur Ende 1949. 1948 wurde er Mitglied der katholischen Studentenverbindung KDStV Rheinpfalz Darmstadt im CV. Von 1950 bis 1956 arbeitete er als Entwurfsarchitekt für Wohnbauten sowie für Industrie- und Gewerbebau bei Hannes Hodes in Fulda.
1950 heiratete Rudolf Schick Marianne Weigand, die zwei Söhne mit in die Ehe brachte. Das Paar lebte in Fulda und bekam drei weitere Kinder.
1956 gründete Schick sein eigenes Büro in Fulda, das er bis 1988 führte. Er plante neben Wohnhäusern und Villen auch etliche Kirchen innerhalb des Bistums Fulda und Funktionsbauten für das Bistum. Außerdem Gemeindezentren, Schulen, Turnhallen, Banken und Geschäftshäuser sowie auch das Feuerwehrmuseum in Fulda. Denkmalgerechte Sanierungen oder Modernisierungen und Erweiterungen waren sein Metier, sowie künstlerische Ausgestaltung und Innenarchitektur, insbesondere von Kirchen, dies in Zusammenarbeit mit Glaskünstlern und Bildhauern wie z. B. Agnes Mann und Johannes Kirsch.
Von 1958 bis 1972 war Schick Diözesanbaumeister und ab 1969 Diözesanoberbaurat des Bistums Fulda. Außerdem war er Mitglied im Kunstausschuss der Diözese bis 1994. Von Johannes Paul II. wurde Schick 1994 zum Ritter des Silvesterordens ernannt. Er starb im August 2011 nach längerer Krankheit in Fulda.

## Werkverzeichnis (unvollständig)
(Quelle: )
- 1959 Kath. Kirche St. Wigbert in Wabern (Schwalm-Eder-Kreis)[6]
- 1960 Kath. Kirche St. Theresia vom Kinde Jesu in Bischofsheim (Maintal) (Main-Kinzig-Kreis)[6]
- 1961 Kath. Kirche St.Josef in Niedermittlau (Main-Kinzig-Kreis)[6]
- 1962 Kath. Kirche Zur schmerzhaften Muttergottes  in Haunedorf (Petersberg-Almendorf / Kreis Fulda)[6]
- 1963 Bonifatiuskapelle am Bonifatiushaus in Fulda-Neuenberg
- 1964 Kath. Wendelinuskapelle in Wachtküppel (Gersfeld-Maiersbach / Rhön)[6]
- 1964 Kath. Kirche St. Michael in Neukirchen (Kreis Hünfeld)[6]
- 1964 Kath. Kirche St. Johannes Apostel in Altenhaßlau (Linsengericht)[6]
- 1964 Bischöfliches Generalvikariat in Fulda[7][8]
- 1965 Kath. Kirche St. Elisabeth in Emstal (Schwalm-Eder-Kreis)[6]
- 1966 Kath. Kirche Christkönig in Obernüst (Kreis Fulda)[6]
- 1967 Kath. Kirche St. Pius in Baunatal-Großenritte (Kreis Kassel)[6]
- 1967 Kath. Filialkirche St. Bonifatius in Jesberg (Schwalm-Eder-Kreis)[6]
- 1968 Kath. Filialkirche St. Jakobus in Wenkbach (Kreis Marburg-Biedenkopf)[6]
- 1968 Kath. Kirche Maria Königin in Fulda-Kohlhaus[6]
- 1969 Kath. Kirche St. Sebastian in Rudolphshan[6]
- 1970 Provinzialat der Schönstätter Marienschwestern in Künzell-Dietershausen
- 1973 Kath. Kirche Zum Heiligen Kreuz in Maberzell
- 1973 Kloster St. Klara in Lispenhausen (Rotenburg a.d. Fulda)
- 1977 Kath. Kirche Heilig Geist in Vellmar
- 1978 Kath. Kirche St. Elisabeth in Fulda-Lehnerz
- 1983 Kath. Kirche Heilig Kreuz in Zierenberg
- 1983 Kinderdorf Maberzell (heute Jugendhilfe der Caritas)
- 1988 Deutsches Feuerwehr-Museum Fulda[9]